# Tetanurae
Die Tetanurae („starre Schwänze“) sind ein Taxon (eine natürliche Verwandtschaftsgruppe), der die meisten theropoden Dinosaurier angehören. Tetanuren treten erstmals im Unterjura fossil in Erscheinung, eine einzige ihrer Gruppen, die Vögel, hat bis in die Gegenwart überdauert.
Ein diagnostisches Merkmal ist die Verlängerung der Hand.

## Systematik
- Theropoda
  - Ceratosauria
  - Tetanurae
    - Xuanhanosaurus
    - Vectaerovenator
    - Spinosauroidea
    - Tetanurae incertae sedis
      - Becklespinax
      - Chilantaisaurus
      - Erectopus
      - Iliosuchus
      - Kaijiangosaurus
      - Kelmayisaurus
      - Magnosaurus
      - Piveteausaurus
      - Rapator
      - Sigilmassasaurus
      - Streptospondylus

    - Avetheropoda
      - Carnosauria
      - Coelurosauria
        - Tyrannosauroidea
        - Maniraptoriformes
          - Ornithomimosauria
          - Therizinosauroidea
          - Oviraptorosauria
          - Maniraptora
            - Troodontidae
            - Dromaeosauridae
            - Avialae (Vögel i. w. S.)

### Spinosauroidea

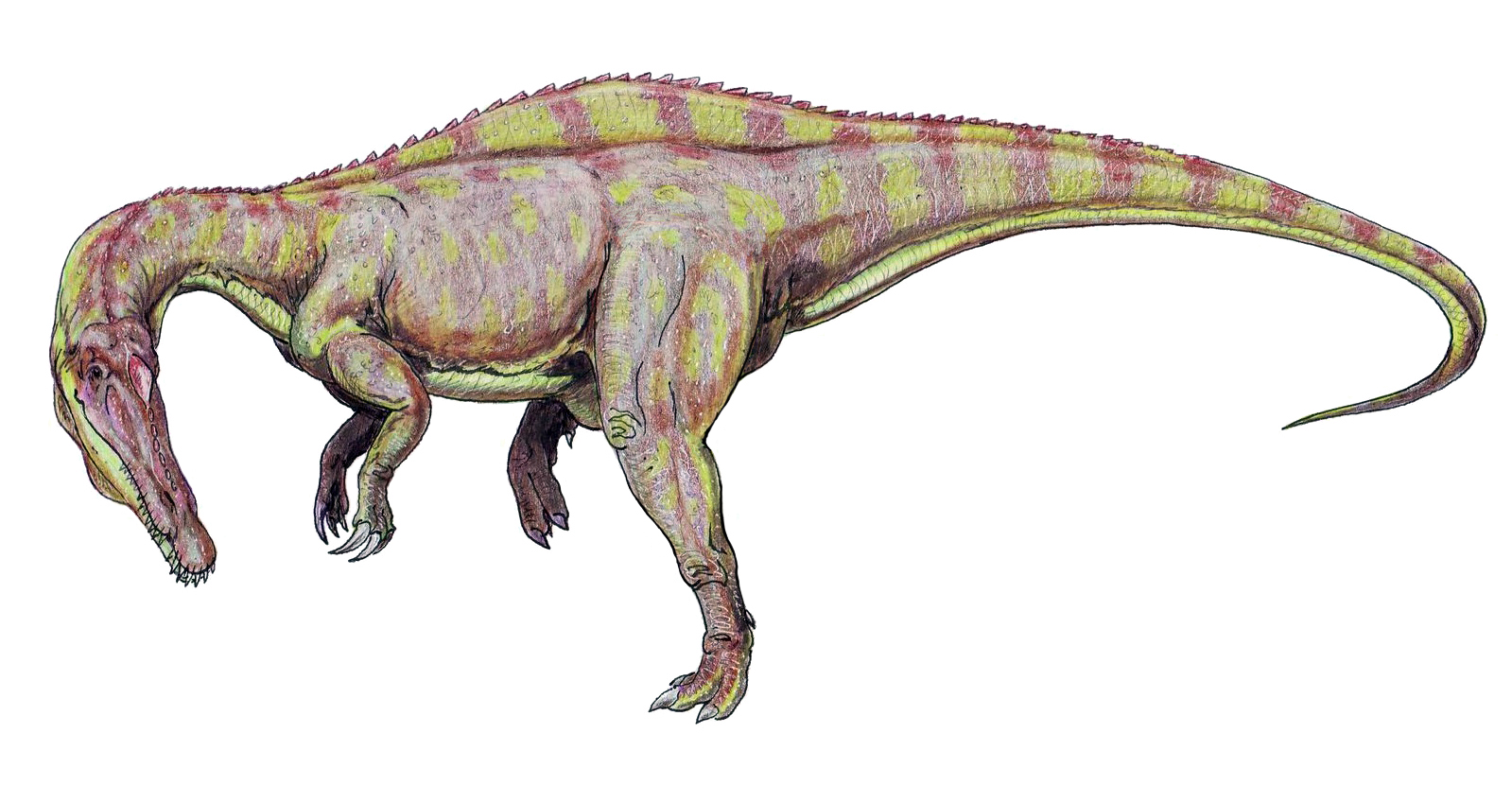
Suchomimus

Die Spinosauroidea werden von den beiden Familien Megalosauridae und Spinosauridae gebildet. Insbesondere Merkmale an Schädel und Oberarmknochen heben diese Gruppe von anderen Gattungen der Tetanurae ab. Die zum größten Teil im Jura lebenden Megalosauriden waren massiv gebaut, während die häufig in Gesteinen der Kreide gefundenen Skelette der Spinosauriden Dornfortsätze an den Rückenwirbeln aufweisen.

### Carnosauria
Die Carnosauria setzen sich aus verschiedenen Arten und Gruppen von Dinosauriern zusammen. Beispielsweise enthalten sie die Allosauroidea, welche wiederum in Sinraptoridae, Allosauridae und Carcharodontosauridae unterteilt werden. Während der bekannte Allosaurus aus dem späten Jura zu den Allosauridae zählt, gehören einige der größten Theropoden wie der Giganotosaurus, Carcharodontosaurus oder Mapusaurus zu den Carcharodontosauridae.

### Tyrannosauroidea

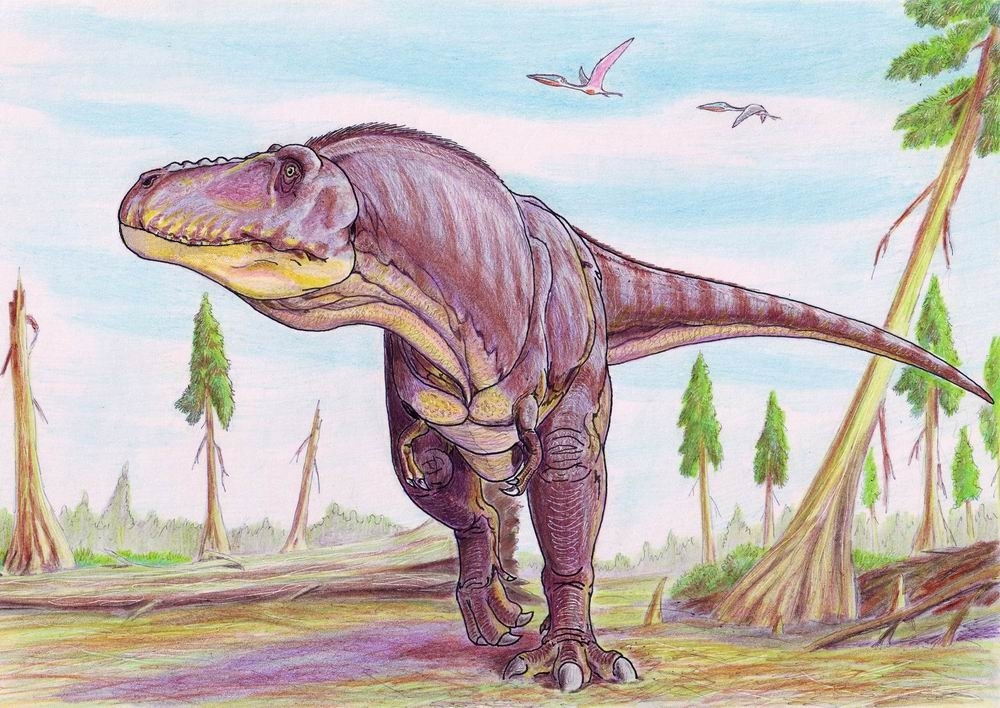
Tarbosaurus

Aus den beiden Familien Tyrannosauridae und Proceratosauridae sowie weiteren Gattungen wird die Überfamilie Tyrannosauroidea gebildet. Die Tyrannosauridae werden von mehreren, teilweise extrem großen Theropoden wie Tyrannosaurus, Tarbosaurus, Albertosaurus oder Daspletosaurus gebildet. Hingegen besteht das eher unbekannte Taxon Proceratosauridae aus den beiden Gattungen Proceratosaurus und Guanlong.
Die Tyrannosauroiden tauchten mit eher geringen Körperausmaßen vor 168 Millionen Jahren auf und verschwanden mit dem Rest der Dinosaurier (ausgenommen den Vögeln) zum Ende der Kreidezeit vor 66 Millionen Jahren.

### Ornithomimosauria
Im Allgemeinen lassen sich die zu den Ornithomimosauria gehörenden Dinosaurier in ihrer Erscheinung mit Straußen vergleichen. Sie trugen auf ihrem relativ langen Hals einen eher kleinen Kopf, hatten kräftige Beine und waren leicht gebaut. Bis auf frühe Vertreter der Ornithomimosauria waren sie zahnlos. Bekannteste Angehörige dieser Gruppe sind die drei Ornithomimiden Ornithomimus, Gallimimus und Struthiomimus. Alle drei lebten in der späten Kreide bis vor 66 Millionen Jahren.

### Therizinosauroidea

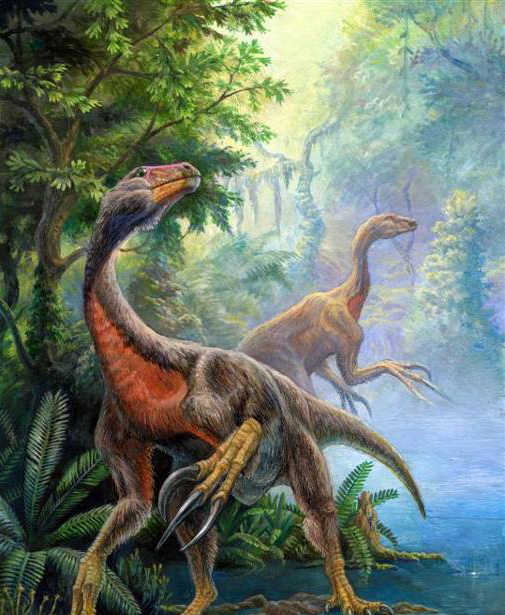
Beipiaosaurus

Gattungen, welche zu den Therizinosauroidea gezählt werden, wurden in Gesteinen Nordamerikas und Asiens geborgen und stammen aus rund 130 bis 66 Millionen Jahre alten Schichten. Ihr Körperbau ist für theropode Dinosaurier höchst ungewöhnlich. Typischstes Merkmal dieser Gruppe sind enorm ausgeprägte Krallen der vorderen Extremitäten. Zudem verfügten diese Dinosaurier über einen langen Hals, worauf ein kleiner Schädel saß. Wovon sie sich ernährten, ist unter den Paläontologen umstritten. Eine Vermutung geht davon aus, dass sie Herbivoren (Pflanzenfresser) waren.

### Oviraptorosauria
Die Oviraptorosauria beinhalten mit dem Oviraptor einen der bekanntesten Dinosaurier Asiens. Fossilien anderer Oviraptorosaurier, die entsprechend mit dem Oviraptor verwandt sind, wurden nicht nur in Asien, sondern auch in Nordamerika entdeckt. Die Größe der verschiedenen zu dieser Gruppe gehörenden Gattungen variiert sehr stark. So waren die kleinsten wie Caudipteryx nicht länger als einen Meter, die größten konnten die achtfache Länge von Caudipteryx erreichen, diesbezüglich wäre Gigantoraptor zu nennen.

### Troodontidae
Die zu den Troodontidae gehörenden Gattungen sind nach Größe des Hirnvolumens die intelligentesten aller Dinosaurier (ausgenommen der Vogel-Dinosaurier). Ein weiteres Kennzeichen sind die sehr großen Augen, mit denen die Troodontiden räumlich sehen konnten, da sie nach vorne gerichtet waren. Der bekannteste Troodontidae ist Troodon. Wie alle anderen Troodontiden auch besaß er eine Sichelkralle an jedem Fuß. In Bezug auf die Nahrung wird davon ausgegangen, dass sich die kleinen Dinosaurier von Insekten oder anderen Kleintieren sowie Eiern ernährten.

### Dromaeosauridae

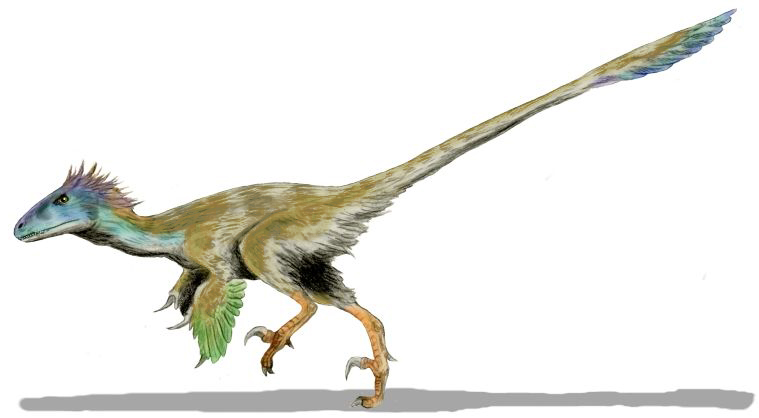
Utahraptor

Die Dromaeosauridae umfassen sehr vielen Gattungen, deren Fossilien in nahezu allen Teilen der Erde gefunden wurden. Allesamt besaßen sie zwei beachtliche Sichelkrallen an ihren Füßen. Bezüglich der Größe existierten kleine wie auch eher große Gattungen innerhalb der Dromaeosauridae. Zu den bekanntesten Vertretern zählen der Velociraptor sowie der Dromaeosaurus. Ebenfalls ist der etwa drei Meter lange Deinonychus als populär zu bezeichnen.
Die ersten Dromaeosauriden traten im mittleren Jura vor 168 Millionen Jahren auf und verschwanden vor 66 Millionen Jahren am Ende der Kreide.